# USC Magdeburg
Der Universitätssportclub „Otto von Guericke“ Magdeburg e. V. ist ein Sportverein mit Sitz in der sachsen-anhaltischen Landeshauptstadt Magdeburg. Überregional bekannt wurde der Verein durch seine Schach-Abteilung und ist derzeit mit seiner ersten Männer-Mannschaft in der dritten Volleyballliga vertreten.

## Geschichte
Der Verein hat seinen Ursprung in der Hochschulsportgemeinschaft (HSG) „Motor“, welche im Oktober 1954 gegründet wurde. Später lautete der Name HSG Technische Hochschule (TH) Magdeburg und ab 1987 HSG Technische Universität (TU) Magdeburg.

## Abteilungen

### Schach
Zur Saison 1996/97 stieg der Klub in die Schachbundesliga auf. Über den 13. Platz stieg man nach dieser Saison aber auch sofort wieder ab. Danach stieg der Klub noch einmal zur Saison 1998/99 auf. Diesmal konnte man sich über den 12. Platz auch halten. Die beste Platzierung in den folgenden Jahren war dann nach der Saison 2000/01 der siebte Platz. Zur Folgesaison sagte man aber die Teilnahme an der Spielzeit ab und stieg somit automatisch ab.

### Volleyball
Als Meister der Regionalliga Nordost stieg die erste Männer-Mannschaft 1995 in die 2. Bundesliga Nord auf, musste allerdings als Tabellenletzter mit 2:46 Punkten sofort wieder zurück in die Regionalliga.
Zur Saison 2014/15 stieg die erste Männer-Mannschaft erstmals in die dritte Liga auf. Mit 41 Punkten schaffte man es am Saisonende sogleich auch Meister der Liga Nord zu werden. Damit stieg die Mannschaft gleich auch noch weiter in die zweite Bundesliga Nord auf. Mit 12 Punkten belegte man hier nach der Saison 2015/16 allerdings nur den zwölften Platz, was den sofortigen Wiederabstieg bedeutete. Zurück in der dritten Liga wurde es aber nicht besser und mit lediglich acht Punkten belegte man weit abgeschlagen am Saisonende 2016/17 den letzten Tabellenplatz. Dies bedeutete direkt den nächsten Abstieg in die Regionalliga.
Zur Saison 2020/21 stiegen schließlich sowohl die Männer- als auch die Frauen-Mannschaft wieder in die dritte Liga auf. Aufgrund der Covid-19-Pandemie wurden jedoch bei den Frauen bereits nach zwei gespielten Partien und bei den Männern nach vier gespielten Partien der Spielbetrieb in beiden Ligen abgebrochen. Beide Mannschaften treten somit weiter in ihrer jeweiligen dritten Liga an.

### Basketball
1959 gelang der HSG TH Magdeburg der Aufstieg in die DDR-Liga. 1973 führte Trainer Horst Neuhof die Mannschaft in die Oberliga, die höchste Spielklasse des Landes. 1978 gewann man den DBV-Pokal. In den 1980er Jahren stießen die Magdeburger in die DDR-Spitze vor, wurden 1984 und 1985 Meisterschaftsdritter sowie 1986 Zweiter. Im DBV-Pokal erreichte man 1985 und 1986 das Endspiel, verlor aber jeweils gegen die BSG AdW Berlin. 1986 gab Neuhof das Traineramt ab, Karl-Heinz Gärtner trat die Nachfolge an. Unter Gärtner gewann die inzwischen HSG TU Magdeburg genannte Mannschaft 1988 und 1989 die DDR-Meisterschaft. Mit dem Titelgewinn 1988 wurde Seriensieger BSG AdW Berlin abgelöst, der zwischen 1978 und 1987 jeweils Meister geworden war. Zu den Aktiven des Magdeburger Meisterkollektivs gehörten Spieler wie Erik Hebold, Achim Grossmann, Fred Thieme, Holger Böhme, Roland Siesing und Peter Bogel. Im Spieljahr 1990/91 trat die HSG im europäischen Vereinswettbewerb Korać-Cup an, schied aber bereits in der ersten Runde aus, nachdem Hin- und Rückspiel deutlich gegen KK Olimpija Ljubljana verloren worden waren.
1990 belegte die HSG in der DDR-Meisterschaft den zweiten Rang, 1991 gab es bereits unter dem Namen USC Magdeburg dasselbe Ergebnis. Im DBV-Pokal zog die Mannschaft 1990 noch einmal ins Endspiel ein, unterlag dort jedoch. Nach der Wende wurde der Verein in die 2. Bundesliga eingegliedert, musste allerdings im ersten Jahr absteigen. Auch die Damen des USC spielten in der Saison 2004/05 eine Saison in der 2. Bundesliga.
Im Jugendbereich gewannen HSG-Mannschaften mehrmals die DDR-Meisterschaft: In der Wettkampfklasse männliche Schüler A 18 errang man 1971, 1976, 1977 und 1978, den Titel. Bei den Schülern A 14 wurde die HSG in den Jahren 1971, 1974, 1977, 1978 und 1982 DDR-Meister. In der Bestenermittlung männliche Schüler B kamen HSG-Mannschaften 1975 und 1976 auf den ersten Platz.